# Eurycea guttolineata
Eurycea guttolineata  (лат.) — хвостатое земноводное из семейства безлёгочных саламандр.
Вид широко распространён на юго-востоке США, где встречается в лесах, лугах, заболоченных местах, пресных водоёмах.